# Samayac
Samayac är en ort i Guatemala.   Den ligger i departementet Departamento de Quetzaltenango, i den sydvästra delen av landet, 100 km väster om huvudstaden Guatemala City. Samayac ligger 621 meter över havet och antalet invånare är 8 994.
Terrängen runt Samayac är lite bergig, och sluttar söderut. Runt Samayac är det tätbefolkat, med 511 invånare per kvadratkilometer. Närmaste större samhälle är Mazatenango, 6,9 km sydväst om Samayac. I omgivningarna runt Samayac växer huvudsakligen savannskog.